# Cementiri de Sinera (llibre)
Cementiri de Sinera és un llibre de poesia escrit per Salvador Espriu. És considerada una de les obres més importants de la poesia catalana del segle xx. El llibre fou escrit entre març de 1944 i maig de 1945 i publicat per primer cop en edició clandestina per Joan Triadú i Josep l'any 1946.
El llibre consta de 30 poemes curts que recull reflexions sobre la mort, Déu, la solitud i el temps perdut enmig del seu naufragi personal i del país, produïts per la Guerra Civil Espanyola.